# Confederación Obrera Regional Argentina
La Confederación Obrera Regional Argentina (CORA) fue una central sindical fundada en la Argentina el 26 de septiembre de 1909. Se originó en la fusión de la Unión General de Trabajadores (UGT) con varios sindicatos autónomos. De ideología plural pero "opuesta a todos los partidos políticos", la CORA fue dominada por la corriente sindicalista revolucionaria y una minoría socialista, y se manifestaba contraria del enfoque anarquista adoptado expresamente por la FORA en su V Congreso de 1905. En 1914 la CORA decidió autodisolverse y que los sindicatos que la integraban se afiliaran a la FORA en su IX Congreso. Las principales organizaciones sindicales de la CORA fueron la Federación de Obreros Marítimos (FOM) y la Federación de Obreros Ferrocarrileros (FOF). 

## Historia
El período durante el que actúa la CORA coincide con el período en el que la corriente "sindicalista" alcanza la preeminencia en el sindicalismo argentino, superando al anarquismo y dejando en tercer lugar al socialismo. La CORA logró reanimar el movimiento obrero luego del serio retroceso causado por la represión del Centenario. La CORA, conducida por los "sindicalistas" apoyó la creación de nuevos gremios, aumentaron la cantidad de gremios afiliados a la central, y logró que gremios estratégicos como la Federación de Obreros Ferrocarrileros (FOF), creada en 1912, la Federación de Obreros Marítimos (FOM) ingresen a sus filas.
Los sindicatos de la CORA llevaron adelante las pocas huelgas victoriosas de la época, negándose a aceptar la mediación del
Departamento Nacional del Trabajo (DNT). El lustro de actuación de la CORA 1910-1915, fue "el lustro de cosecha de capital simbólico por parte del sindicalismo, inversamente proporcional a la retirada y debilitamiento paulatino del anarquismo que no logró superar la represión y el nuevo desafío que le plantea el sindicalismo al interior del movimiento obrero".
En 1915 los sindicato de la CORA deciden disolver la central y afiliarse a la FORA. La nueva relación de fuerzas se puso de manifiesto en el IX Congreso, en el que una alianza de "sindicalistas", socialistas y anarquistas ("anarquistas fusionistas") lograron la mayoría y derogaron la adscripción de la central al "comunismo anárquico", admitiendo la pluralidad de corrientes sindicales.